# Jun Naito
Jun Naito (født 18. december 1970) er en tidligere japansk fodboldspiller.
Han har spillet for flere forskellige klubber i sin karriere, herunder Yokohama Flügels og Vissel Kobe.